# 臨平区
臨平区（りんへい-く）は中華人民共和国浙江省杭州市に位置する市轄区。

## 歴史
2021年に余杭区から分立。

## 行政区画
- 街道：臨平街道、南苑街道、東湖街道、星橋街道、喬司街道、運河街道、崇賢街道
- 鎮：塘棲鎮